# 楊德昌
楊德昌（英語：Edward Yang，1947年11月6日—2007年6月29日），生於上海市，籍貫广东梅州，客家人，台灣電影導演，他與侯孝賢同為1980年代台灣新電影嶄露頭角的代表導演，他因其2000年的作品《一一》在坎城影展上獲得最佳導演獎。

## 經歷

### 早年事業
楊德昌自幼於臺灣臺北市長大。1965年毕业于台北建國中學，在建中時期畫出二戰題材的漫畫。漫畫成為他往後電影創作裡的重要工具，尤其在電影分鏡敘事上。後在國立交通大學攻讀控制工程學士學位後，於1974年赴美國佛羅里達大学獲得電機工程碩士學位。在此後的幾年裡，他在佛羅里達大學資訊研究中心工作。
獲得電機工程碩士學位後，楊德昌短暫就讀於南加州大学电影艺术学院，但最終認為電影領域並不適合自己，因為他覺該學院的教學方法過於商業化和主流化。隨後，他申請並被哈佛大学建築學院錄取，但最後決定不入學。之後，他前往西雅圖的西雅圖華盛頓大學從事微型计算机器與國防軟體設計，並在那裡工作了7年。
在西雅圖工作期間，楊偶然接觸到韋納·荷索的電影《阿基尔，上帝的愤怒》（1972年），並在觀影後重新點燃了他對電影的熱情，並使他接觸到了世界和歐洲電影的經典之作。其中，楊德昌特別受到義大利導演米开朗基罗·安东尼奥尼的電影影響。
1985年5月，楊德昌與臺灣流行歌手蔡琴結婚，兩人在1984年拍攝《青梅竹馬》時結識，他想維持「柏拉圖式愛情」，提出無性婚姻，蔡琴決定接受，但在1995年8月離婚之後迎娶了鋼琴家彭鎧立。

## 電影生涯

### 早期作品
楊德昌於1980年回到台灣，他在美國南加州大學結識的朋友余為政邀請他為他的電影《1905年的冬天》編寫劇本並擔任製作助手，他還在電影中擁有一個小演出角色。這部電影後來被提名為1982年金馬獎最佳攝影獎。楊德昌的劇本隨後吸引張艾嘉的注意，他聘請楊德昌為他在台視節目《十一個女人》系列劇集的一集編寫劇本和執導。這部由楊德昌執導的兩個半小時的劇集名為《浮萍》，講述了一個農村女孩前往臺北，夢想進入娛樂業的故事，這也成為了楊德昌的首部執導作品。
隔年，楊德昌被邀請為台灣新電影的開山之作《光陰的故事》執導和編寫一個短片，該片匯集了其他年輕導演，如柯一正、張毅、陶德辰。其中楊德昌的作品名為《指望》，講述了一位年輕女孩在青春期時的經歷。

### 1980年代
楊德昌隨後開始執導了一些長片作品。與同時代的導演侯孝賢不同，侯孝賢較注重乡土电影，而楊德昌則專注於城市議題。他在幾乎所有的電影中都深入探討臺灣城市環境和人際關係的議題。1983年，楊德昌執導的首部長片《海灘的一天》採用了現代主義的敘事風格，以複雜的敘事結構探討了社會轉型中的女性議題以及轉型後的都市空間對人的影響。這部電影也因是杜可風在成為王家衛的合作夥伴之前所首次參與攝影指導的電影而引起廣泛關注，《海灘的一天》隨後獲得了1983年亞太電影節最佳攝影獎，並在1983年金馬獎上獲得了三項提名，包括最佳影片、最佳導演以及最佳原創劇本（由吳念真和楊德昌共同編寫）。編劇吳念真也因此經歷而長期與楊德昌合作，參與多部電影的創作。
楊德昌隨後於1985年執導第二部長片《青梅竹馬》，該電影主要探討臺灣社會轉型過程中的男女心理，其中他邀請同為導演的侯孝賢飾演男主角阿隆，一名在年輕時代曾是棒球好手的人，試圖在臺北找到自己的人生道路。女主角阿貞則由蔡琴飾演。該電影後來入圍了1985年金馬獎兩個獎項：包括最佳男主角和最佳攝影獎。
第三部長片《恐怖分子》於1986年上映，這是一部複雜的多重敘事都會驚悚片，並以特殊的敘事風格，及對現代都市中人們深刻的觀察而反映了生活，包含了安東尼奧尼電影中的犯罪元素和疏離主題。該電影由贏得了盧卡諾影展的銀豹獎。此外，《恐怖分子》還獲得影評家詹明信在《地緣政治美學》一書中的高度評價。在同年的金馬獎中則獲最佳影片獎，女演員繆騫人入圍了最佳女主角獎。並還贏得1987年英國電影協會獎的薩瑟蘭特羅菲獎，以及1987年亞太電影節的最佳編劇獎。
1989年8月8日，楊德昌成立「楊德昌電影有限公司」專注在長篇電影的製作。同年，時任時報出版經理郝明義創立《星期漫畫》週刊，包含漫畫家鄭問、麥仁杰（今麥人杰）、曾正忠等人都是作者群之一，楊德昌受郝明義邀請，擔任雜誌的「監製」角色。

### 1990年代
第四部電影《牯嶺街少年殺人事件》於1991年上映，該電影改編自1961年發生於台灣台北市牯嶺街的青少年真實殺人事件。並廣泛探討青少年幫派、1949年後臺灣社會發展以及美國流行文化等議題，並由當時僅15歲的張震主演。電影演員還包括楊力州、楊麗菁、金燕玲以及蔡琴。美國歌手艾維斯·普里斯萊（貓王）所演唱的歌曲《Are You Lonesome Tonight》中的一句歌詞「a brighter summer day」，則擷取成為本片的英譯片名。該劇本由楊德昌、閻鴻亞、楊順清及賴銘堂合作編寫。1992年，楊德昌上演了一齣他自己編寫的舞台劇劇本《如果》，該作品後收錄於2016年發行的《牯嶺街少年殺人事件》藍光/DVD版本。
這部電影被許多評論家認為是楊德昌的代表作。《牯嶺街少年殺人事件》上映後，楊德昌則獲得東京國際電影節的FIPRESCI獎和特別評審團獎，並在金馬獎中贏得了最佳影片和最佳原創劇本獎。影片在1986年金馬獎中獲得了十個提名、1991年亞太影展最佳影片獎等殊榮。
1993年，楊德昌將電影公司更名「原子電影與劇場」並增設劇場部門。該名稱紀念了楊德昌在成長過程中最喜歡的動畫電視節目之一，手塚治虫的《原子小金剛》為題。第五部電影《獨立時代》為一部多角色喜劇，被視為「新台北三部曲」的起點，電影曾获得康城影展的金棕榈奖提名，并入选了1994年康城影展竞赛单元，同时赢得金馬獎最佳原著劇本獎。第六部電影《麻將》則透過外國人的視角反映了現代臺灣城市的現象。該片也參加了第46屆柏林国际电影节獲得特別獎，同時被提名金熊獎。除了影視作品，楊德昌還從事廣告業務，1997年為三菱拍攝了電視廣告，配樂由妻子彭鎧立創作。

### 2000年代
楊德昌最著名的作品，也是他的最後一部電影《一一》於2000年上映。這部電影承續他擅長的多條敘述線和理性思辯的敘述風格，深刻檢視了當代臺北中產階級家庭的縮影。該電影透過三種不同的視角呈現：父親NJ（吳念真）、兒子陽陽（張洋洋）和女兒婷婷（李凱莉）。這部長達三小時的作品以一場婚禮為開端，以一場葬禮為結束，之間深刻地探討了人類生活的各個方面，既有幽默、美麗，又充滿悲劇。電影評論家尼格爾·安德魯斯在《金融時報》上對這部電影高分評價：「將《一一》形容為一部三小時的臺灣家庭劇，就好比將《大國民》稱為一部兌現承諾的娛樂電影一樣。」
《一一》後來在2000年坎城影展上獲得最佳導演獎，使楊德昌成為第一位獲得這項殊榮的臺灣籍導演。
2001年，楊德昌完成一個有關一個年輕孩子只攜帶手機和信用卡周遊世界的劇本。楊德昌對該劇本表示：「現在只需要這兩個東西。這是一個新世界，有很多故事我們可以彼此訴說。」同年，楊德昌曾表達希望在西雅圖拍攝一部電影，以及一個背景設定於臺灣的第二次世界大战故事。
2002年，楊德昌和妻子彭鎧立在企業出資下，共同成立經營鎧甲娛樂科技公司，宣布將經營網路動畫事業，其中，他與陳以文開始編寫首部動畫長片《追風》的完整初稿、及多部鎧甲動畫短片的劇本。該作品預定於2007年上映，並與成龍合作，但當楊德昌罹患結腸癌時，這個計畫被中斷。

## 逝世
2007年6月29日下午，楊德昌因結腸癌於美國洛杉磯比佛利山莊去世，享年59歲。當時在旁有著其妻彭鎧立與其子陪同
，過世前，他曾將未完成的作品《小朋友》的手稿寄給好友張毅，妻子彭鎧立也向張毅透露，楊德昌過世前，手還握著畫筆。楊德昌病逝後，彭鎧立便辭去鎧甲娛樂的行長職務。

### 遺產
2023年，臺北市立美術館、國家電影及視聽文化中心共同主辦「一一重構：楊德昌」回顧展，展出劇本手稿、未拍攝劇本、各大獎項、當年拍攝劇照及相關報導等。在國家電影及視聽文化中心有回顧影展。

## 風格
楊德昌的視覺風格包括刻意的節奏、長鏡頭、固定的攝像機、少數特寫鏡頭、空曠的場景和臺北的城市風景。除了探究在臺灣社會變遷對中產階級生活型態的影響，楊德昌還試圖在他的電影中探討現代和傳統之間的鬥爭，以及商業和藝術之間的關係，以及貪婪如何可能腐化、或影響藝術。楊德昌並不認為出售電影是他作為藝術家的主要目的，他認為電影的發行，尤其是在臺灣是他無法控制的事情。他曾批評臺灣電影的發行生態嚴重受到少數人的掌控，認為這種情況對電影產業不利。
楊德昌除了自己的電影創作外，還與許多電影製片人合作，包括吳念真、侯孝賢等人。此外，他在國立臺北藝術大學教授戲劇和電影課程期間培養了一些學生，一些他的學生在他的電影中擔任演員。除了電影，楊德昌還參與了三齣舞台劇的創作和演出，這包括《如果》（演員：陳湘琪、王維明）、《成長季節》（演員：陳湘琪、葉全真、陳以文、王維明）、以及《九哥與老七》（演員：陳以文、王維明）。前兩齣劇只在臺北的小劇場公演，而《九哥與老七》於1997年在香港和倫敦進行公演。

## 作品

### 執導電影
- 1982年《光陰的故事》（In Our Time) 第二段『指望』(Desires/Expectation)
- 1983年《海灘的一天》(That Day, on the Beach)  (與吳念真合作）
- 1985年《青梅竹馬》（Taipei Story）（與朱天文、侯孝賢合作）
- 1986年《恐怖分子》(Terrorizers)（與小野合作）
- 1991年《牯嶺街少年殺人事件》(A Brighter Summer Day)  (與閻鴻亞合作）
- 1994年《獨立時代》(A Confucian Confusion)
- 1996年《麻將》(Mahjong)
- 2000年《一一》(Yi Yi / A One and A Two)

### 執導動畫
- 2000年《情人之路》[40]
- 2001年《國傢俱院》
- 2002-2007年《追風》(The Wind)（未完成）
- 2003-2007年《長江動物園》（未完成）
- 2003–2007年《小朋友》（未完成）

### 演出電影
- 1983年《带剑的小孩》柯一正導演，張艾嘉主演（客串演出）
- 1984年《冬冬的假期》侯孝賢導演。（客串 冬冬的父親）
- 1997年《初戀無限Touch》馬偉豪導演，陳曉東、梁詠琪主演。（客串演出）
- 1998年《果醬》由陳以文導演。（客串演出）

### 電影編劇
- 1981年《1905年的冬天》

### 電視劇
- 1981年《浮萍》（台視綜合劇場「十一個女人」系列）

### 配音
- 1983年《海灘的一天》飾演：平平
- 1991年《牯嶺街少年殺人事件》飾演：Honey

### MV
- 1986年《成人遊戲》（蔡琴音樂錄影帶，與侯孝賢、陳國富合作）
- 1991年《聽見我的心在哭》（蔡琴音樂錄影帶）

### 舞台劇
- 1992年《如果》
- 1993年《成長季節》
- 1997年《九哥與老七：九七狂想》
- 2000年《實驗莎士比亞：李爾王》

### 廣告導演
- 1997年《新中產階級房車-小胖醫師篇》ALL NEW LANCER 1.6三菱汽車廣告

### 廣告代言
- 1989年 《白蘭濃縮洗衣粉》 同蔡琴演出

### 未使用劇本
- 1980年《天才少年》
- 1980年《略有志氣的少年》
- 1994年《暗殺》[41]
- 《婊子無情》
- 《小五與傑克》[42]

## 獎項紀錄
楊德昌在電影界的榮譽無數，曾受多項國際性影展，電影獎提名並獲獎，獲獎項目如下：
坎城影展
| 年份   | 頒獎典禮                 | 獎項     | 影片         | 結果 |
| ------ | ------------------------ | -------- | ------------ | ---- |
| 1994年 | 第47屆坎城影展主競賽單元 | 金棕櫚獎 | 《獨立時代》 | 提名 |
| 2000年 | 第53屆康城影展主競賽單元 | 最佳導演 | 《一一》     | 獲獎 |
| 2000年 | 第53屆康城影展主競賽單元 | 金棕櫚獎 | 《一一》     | 提名 |

柏林國際電影節
| 年份   | 頒獎典禮                       | 獎項                     | 影片     | 結果 |
| ------ | ------------------------------ | ------------------------ | -------- | ---- |
| 1996年 | 第46屆柏林國際電影節           | 阿弗雷德·堡爾獎-榮譽提及 | 《麻將》 | 獲獎 |
| 1996年 | 第46屆柏林國際電影節主競賽單元 | 金熊獎                   | 《麻將》 | 提名 |

東京國際電影節
| 年份   | 頒獎典禮                      | 獎項           | 影片                   | 結果 |
| ------ | ----------------------------- | -------------- | ---------------------- | ---- |
| 1991年 | 第4屆東京國際電影節主競賽單元 | 評委會特別獎   | 《牯嶺街少年殺人事件》 | 獲獎 |
| 1991年 | 第4屆東京國際電影節           | 影評人費比西獎 | 《牯嶺街少年殺人事件》 | 獲獎 |
| 1991年 | 第4屆東京國際電影節主競賽單元 | 東京電影節大獎 | 《牯嶺街少年殺人事件》 | 提名 |

釜山國際電影節
| 年份   | 頒獎典禮             | 獎項             | 結果 |
| ------ | -------------------- | ---------------- | ---- |
| 2007年 | 第12屆釜山國際電影節 | 亞洲年度電影人獎 | 獲獎 |
| 2007年 | 第12屆釜山國際電影節 | 榮譽獎           | 獲獎 |

洛迦諾國際電影節
| 年份   | 頒獎典禮               | 獎項             | 影片         | 結果 |
| ------ | ---------------------- | ---------------- | ------------ | ---- |
| 1985年 | 第38屆洛迦諾國際電影節 | 國際影評家協會獎 | 《青梅竹馬》 | 獲獎 |
| 1987年 | 第40屆洛迦諾國際電影節 | 銀豹獎           | 《恐怖分子》 | 獲獎 |

南特影展
| 年份   | 頒獎典禮       | 獎項       | 影片                   | 結果 |
| ------ | -------------- | ---------- | ---------------------- | ---- |
| 1991年 | 第13屆南特影展 | 最佳導演獎 | 《牯嶺街少年殺人事件》 | 獲獎 |

香港電影金像獎
| 年份   | 頒獎典禮             | 獎項           | 影片     | 結果 |
| ------ | -------------------- | -------------- | -------- | ---- |
| 2002年 | 第21屆香港電影金像獎 | 最佳亞洲電影獎 | 《一一》 | 提名 |

金馬獎
| 年份   | 頒獎典禮     | 獎項                 | 影片                   | 結果 |
| ------ | ------------ | -------------------- | ---------------------- | ---- |
| 1983年 | 第20屆金馬獎 | 最佳影片             | 《海灘的一天》         | 提名 |
| 1983年 | 第20屆金馬獎 | 最佳導演             | 《海灘的一天》         | 提名 |
| 1983年 | 第20屆金馬獎 | 最佳原創劇本         | 《海灘的一天》         | 提名 |
| 1986年 | 第23屆金馬獎 | 最佳影片             | 《恐怖分子》           | 獲獎 |
| 1986年 | 第23屆金馬獎 | 最佳原創劇本         | 《恐怖分子》           | 提名 |
| 1991年 | 第28屆金馬獎 | 最佳影片             | 《牯嶺街少年殺人事件》 | 獲獎 |
| 1991年 | 第28屆金馬獎 | 最佳原創劇本         | 《牯嶺街少年殺人事件》 | 獲獎 |
| 1991年 | 第28屆金馬獎 | 最佳導演             | 《牯嶺街少年殺人事件》 | 提名 |
| 1991年 | 第28屆金馬獎 | 最佳彩色影片美術設計 | 《牯嶺街少年殺人事件》 | 提名 |
| 1994年 | 第31屆金馬獎 | 最佳原創劇本         | 《獨立時代》           | 獲獎 |
| 1994年 | 第31屆金馬獎 | 最佳影片             | 《獨立時代》           | 提名 |
| 1994年 | 第31屆金馬獎 | 最佳導演             | 《獨立時代》           | 提名 |
| 1994年 | 第31屆金馬獎 | 最佳服裝設計         | 《獨立時代》           | 提名 |
| 2007年 | 第44屆金馬獎 | 終身成就             |                        | 獲獎 |

華語電影傳媒大獎
| 年份   | 頒獎典禮              | 獎項     | 影片     | 結果 |
| ------ | --------------------- | -------- | -------- | ---- |
| 2001年 | 第1屆華語電影傳媒大獎 | 最佳電影 | 《一一》 | 獲獎 |
| 2002年 | 第2屆華語電影傳媒大獎 | 最佳電影 | 《一一》 | 獲獎 |
| 2002年 | 第2屆華語電影傳媒大獎 | 最佳導演 | 《一一》 | 獲獎 |

歐洲電影獎
| 年份   | 頒獎典禮         | 獎項       | 影片     | 結果 |
| ------ | ---------------- | ---------- | -------- | ---- |
| 2000年 | 第13屆歐洲電影獎 | 環球銀幕獎 | 《一一》 | 提名 |

法國電影凱撒獎
| 年份   | 頒獎典禮             | 獎項         | 影片     | 結果 |
| ------ | -------------------- | ------------ | -------- | ---- |
| 2001年 | 第26屆法國電影凱撒獎 | 最佳外國電影 | 《一一》 | 提名 |

新加坡國際電影節
| 年份   | 頒獎典禮              | 獎項     | 影片                   | 結果 |
| ------ | --------------------- | -------- | ---------------------- | ---- |
| 1992年 | 第5屆新加坡國際電影節 | 最佳導演 | 《牯嶺街少年殺人事件》 | 獲獎 |
| 1996年 | 第9屆新加坡國際電影節 | 最佳導演 | 《麻將》               | 獲獎 |

亞太影展
| 年份   | 頒獎典禮       | 獎項     | 影片                   | 結果 |
| ------ | -------------- | -------- | ---------------------- | ---- |
| 1986年 | 第32屆亞太影展 | 最佳編劇 | 《恐怖分子》           | 獲獎 |
| 1991年 | 第36屆亞太影展 | 最佳作品 | 《牯嶺街少年殺人事件》 | 獲獎 |

其他
- 芝加哥電影評論協會獎：2001年，協會獎（CFCA Award），《一一》
- 美國國家影評人協會（NSFC Award）：2000年，最佳影片、最佳外語片，《一一》
- 紐約影評人協會（NYFCC Award）：2000年，最佳外語片，《一一》
- 洛杉磯影評人協會（LAFCA Award）：2000年，最佳外語片，《一一》
- 1982年 休士頓國際電影節評審團推薦金牌 《指望》
- 1986年 英國電影協會最具創意和想像力  《恐怖分子》
- 1986年 義大利貝沙洛電影節  《恐怖分子》
- 1986年 英國國家編劇   《恐怖分子》

### 延伸閱讀
- 黃建業，《楊德昌電影研究》，台北：遠流，1995。 ISBN 957-32-2388-0
- 王昀燕，《再見楊德昌》典藏紀念版，台北：王小燕工作室，2020。ISBN 9789869319911
- 張世倫，2001，台灣「新電影」論述形構之歷史分析（1965～2000）。國立政治大學新聞研究所碩士論文。
- John Anderson, Contemporary Film Directors: Edward Yang (University of Illinois Press 2005)